# Vikingaattacken mot Paris 857

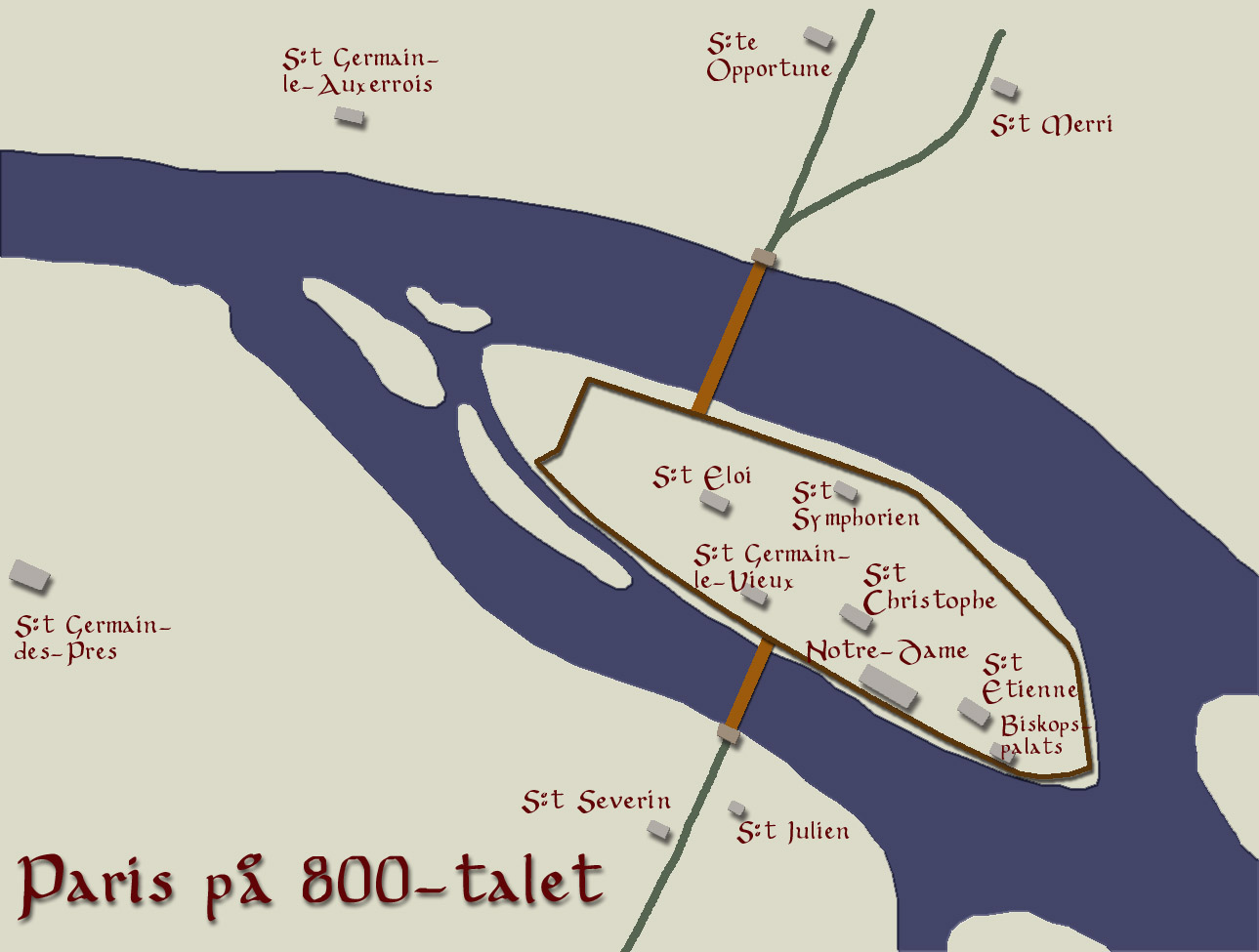
Det äldsta Paris låg på ön Cité mitt i Seine. Här fanns ett flertal kyrkor; 6 stycken innanför muren och sju stycken på båda stränderna av Seine. Till staden ledde två broar. På fastlandet bevakades dessa broar av höga stentorn.

Vikingaattacken mot Paris 857 inträffade när ännu en stor flotta av nordbor seglade uppför Seine. Den tidigare attacken inträffade år 845, och det skedde även en år 885-886
I en samtida klosterkrönika läses: 
”Åter trängde danska sjörövare mitt i augusti upp i Seine, och efter att ha härjat och plundrat städerna på båda sidor om floden och även avsides liggande kloster och byar, utvalde de en plats som var mycket starkt befäst. Där tillbringade de vintern i ro. År 857 den 28 december bröt de danska sjörövarna in i Paris, brände den helige Peders och den helige Etiennes kyrkor och alla de andra undantaget den helige Vincents och Germains kyrka och den helige Denis kyrka. För dessa blev där betalt en stor summa pengar så att inte också de skulle brännas.”
Nordborna fortsatte nu sina krigs- och plundringståg utmed Frankrikes kust. Ledare för vikingarna var norrmannen Sigtrygg och en hövding vid namn Björn. Runt år 860 skrev en munk om situationen i Frankrike:
”Antalet skepp ökar, den ändlösa strömmen av vikingar upphör aldrig att växa. Överallt är Kristi folk offer för massaker, brand och plundring, varom tydliga vittnesbörd skall finnas kvar så länge världen själv varar. Vikingarna lägger allt framför dem under sina fötter, och ingen kan motstå dem; de erövrar städerna. Bordeaux, Périgueux, Limoges, Angouléme och Toulouse. Angers, Tours och Orléans har lagts öde; stoftet av månget helgon förts bort. Oräkneliga skepp färdas uppför Seine, och över hela området växer sig det onda starkt. Rouen är invaderat, skövlat och satt i lågor; Paris, Beauvais och Meaux är tagna, borgen i Melun är förstörd, Chartres intaget, Evreux och Bayeux plundrade och varenda stad belägrad.”
Hela 800-talet kännetecknas av otaliga vikingaattacker mot frankiskt territorium. Redan runt år 800 hade Karl den store sett sig tvungen att upprätta en mängd befästningsverk längs Frankerrikets nordöstliga gräns. Detta hjälpte emellertid föga, och de efterkommande frankiska härskarna förlitade sig hellre till diplomati och gälder gentemot vikingarna. Resultatet av detta över tid var dock inte tillfredsställande, med danska horder som ständigt vällde upp genom de franska floderna. 